# Горячий Сергій Євгенович
Сергій Євгенович Горячий (нар. 2 вересня 1937, село Демчин, тепер Бердичівського району Житомирської області — 6 лютого 2004, село Демчин Бердичівського району Житомирської області) — український радянський діяч, голова колгоспу імені Леніна Бердичівського району Житомирської області. Депутат Верховної Ради УРСР 11-го скликання.

## Біографія
Народився в селянській родині. Закінчив восьмирічку в рідному селі, курси садоводів.
З 1952 року — колгоспник, садівник колгоспу «Прогрес» Бердичівського району. Служив моряком Північного флоту ВМФ СРСР.
Член КПРС з 1958 року.
Працював бригадиром колгоспу «Зоря комунізму» Бердичівського району, секретарем партійної організації, заступником голови, головою колгоспу імені Богдана Хмельницького села Мирославки Бердичівського району Житомирської області.
Закінчив Житомирський сільськогосподарський інститут.
У лютому 1974 — 1991 року — голова колгоспу імені Леніна села Мирославки Бердичівського району Житомирської області.
У 1991—1996 роках — голова колективного сільськогосподарського підприємства «Мирославка» села Мирославки Бердичівського району Житомирської області.
З 1996 року — на пенсії.

## Нагороди
- орден Леніна
- два ордени Трудового Червоного Прапора
- орден «Знак Пошани»
- медалі